# Bo Ekehammar
Bo Gustav-Adolf Ekehammar, född 11 februari 1943, är en svensk psykolog.
Ekehammar var professor i psykologi vid Uppsala universitet 1993-2010 och adjungerad professor i psykologi med särskild inriktning mot psykometri vid Handelshögskolan i Stockholm 2002-2005. Han blev professor i psykologi vid Stockholms universitet 2010 och för närvarande professor emeritus där.